# Єлшанка (Соль-Ілецький міський округ)
Єлша́нка (рос. Елшанка) — село у складі Соль-Ілецького міського округу Оренбурзької області, Росія.

## Населення
Населення — 526 осіб (2010; 501 у 2002).
Національний склад (станом на 2002 рік):
- казахи — 57 %
- росіяни — 29 %